# Rogeri de Pacienza
Rogeri de Pacienza (Nardò, ... – ...; fl. XV secolo) è stato uno scrittore italiano principalmente noto per il suo libro Lo Balzino (1497-1498), un poema in otto libri in ottava rima, scritto in onore della regina di Napoli Isabella del Balzo.

## Biografia
Si conosce poco della vita e dell'opera di Rogeri di Pacienza, se non quello che l'autore stesso ne rivela nelle sue due opere superstiti, Lo Balzino e il Triunfo, entrambe scritte negli ultimi tre anni del XV secolo.
L'autore è nato a Nardò e vive in Salento dove si trova quando il 12 ottobre 1497, Isabella del Balzo, moglie di Federico d'Aragona e risedente allora a Lecce, riceve la notizia dell'ascesa al trono di Napoli di suo marito per vai della morte del re Ferdinando II. Rogeri di Pacienza, che sembra fare parte del seguito della nobile famiglia leccese dei Paladini, scrive allora un lungo poema dedicato ad Antonia del Balzo, sorella della nuova regina, che intitola Lo Balzino. Iniziato in Salento nel 1497 e ultimato a Napoli nel 1498, il lungo poema narra il viaggio a tappe che da maggio 1497 al 13 febbraio 1498 condusse la neo-regina Isabella da Lecce a Napoli per il trionfo di suo marito Federico. De Pacienza fu un testimone oculare delle scene che racconta e che descrive con grande precisione, facendone una fonte importante per la storia della Puglia della fine del Quattrocento.
La sua unica altra opera conosciuta è il Triunfo, risalente al 1499, un altro poema encomiastico per Isabella Del Balzo. Scritto in terza rima, unisce il motivo del trionfo con quello della visione, ispirandosi ai Trionfi di Francesco Petrarca e all’Amorosa visione di Giovanni Boccaccio) per elogiare in maniera più raffinata che ne Lo Balzino la regina Isabella.
Le due opere non furono mai stampate e non ebbero nessuna fortuna visto che l'autore non viene ricordato da nessun documento o scrittore del Cinquecento. Bisogna aspettare il 1897 per la riscoperta del De Pacienza e delle sue due opere, grazie a Benedetto Croce che per la sua biografia d'Isabella del Balzo contenuta nellArchivio storico per le province napoletane ha rispolverato Lo Balzino e il Triunfo, conservati in unico manoscritto (il manoscritto F27 della Biblioteca Augusta di Perugia). Il manoscritto perugino è una bella copia preparata per la nobildonna leccese Giulia Paladini, signora di Rogeri e amica d'Isabella del Balzo.
La riscoperta e lo studio delle due opere di Rogeri de Pacienza sono culminati negli anni Settanta nell’edizione critica di entrambe le opere da Mario Marti, nel 1977.
Non si sa quali ruoli ufficiali Rogeri de Pacienza ricoprí a Lecce prima e a Napoli poi alla corte di Isabella e Federico e non si conoscono ne la data ne il luogo di morte dell'autore.

## Opere
- Rogeri de Pacienzia, Opere (cod. per. F 27), a cura di Mario Marti, Lecce, 1977.